# Kokerei Hansa

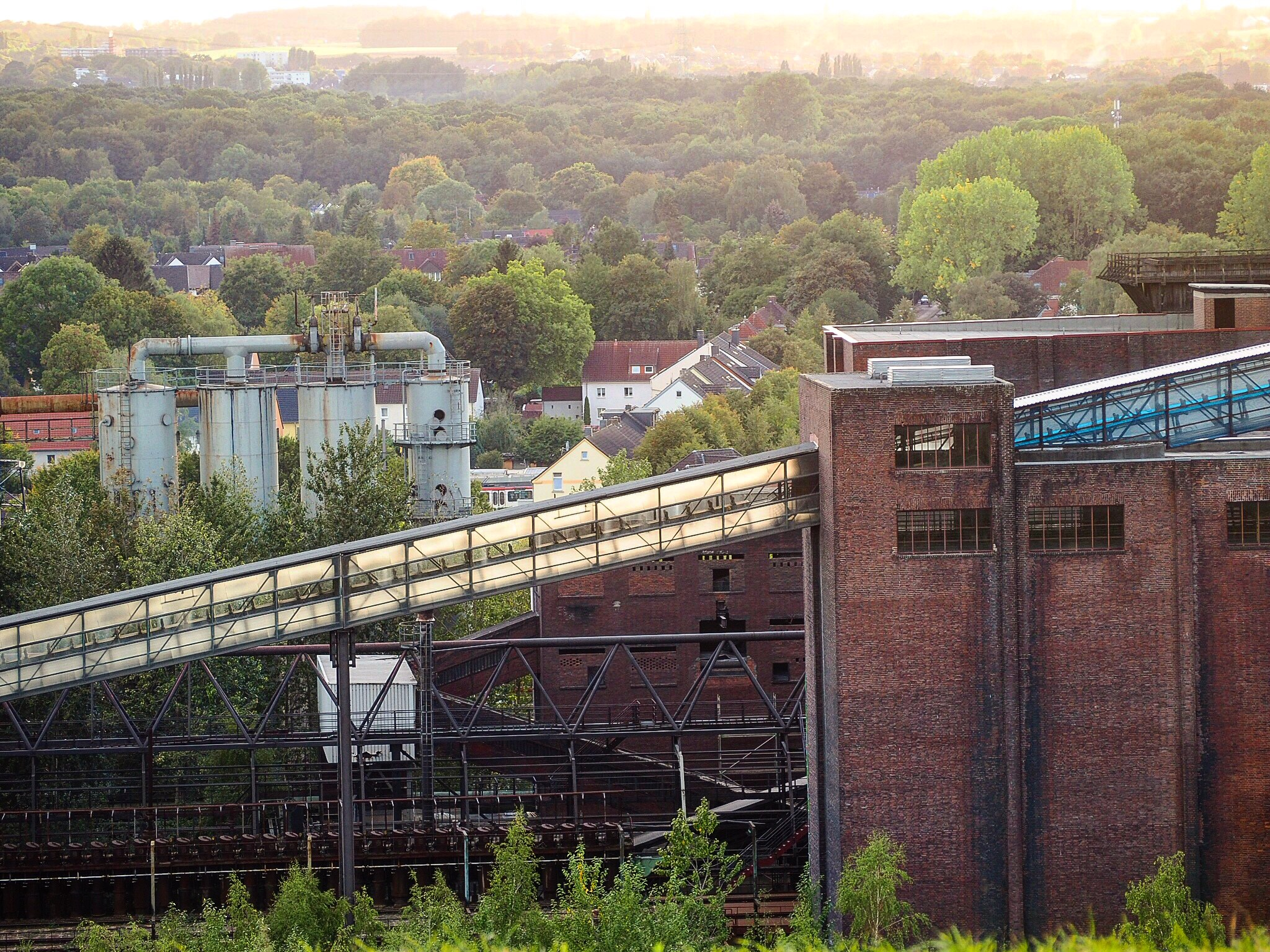
Kokerei Hansa Dortmund-Huckarde, overzicht van Deusenberg

De Cokesfabriek en industriecomplex Kokerei Hansa in Dortmund is een museum, natuurpark en evenementenlocatie in het Dortmunder stadsdeel Huckarde en is een centraal punt op de Route der Industriekultur, die langs industriële bezienswaardigheden in het Ruhrgebied gaat. Het museum behoorde tot het Stiftung Industriedenkmale und Geschichtskultur (Nederlands: Stichting van industrieel erfgoed en historische cultuur).

## Foto's

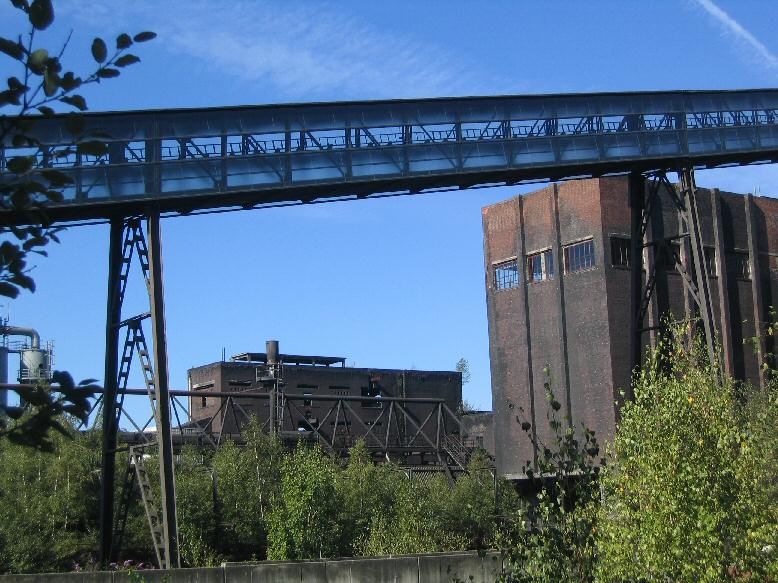
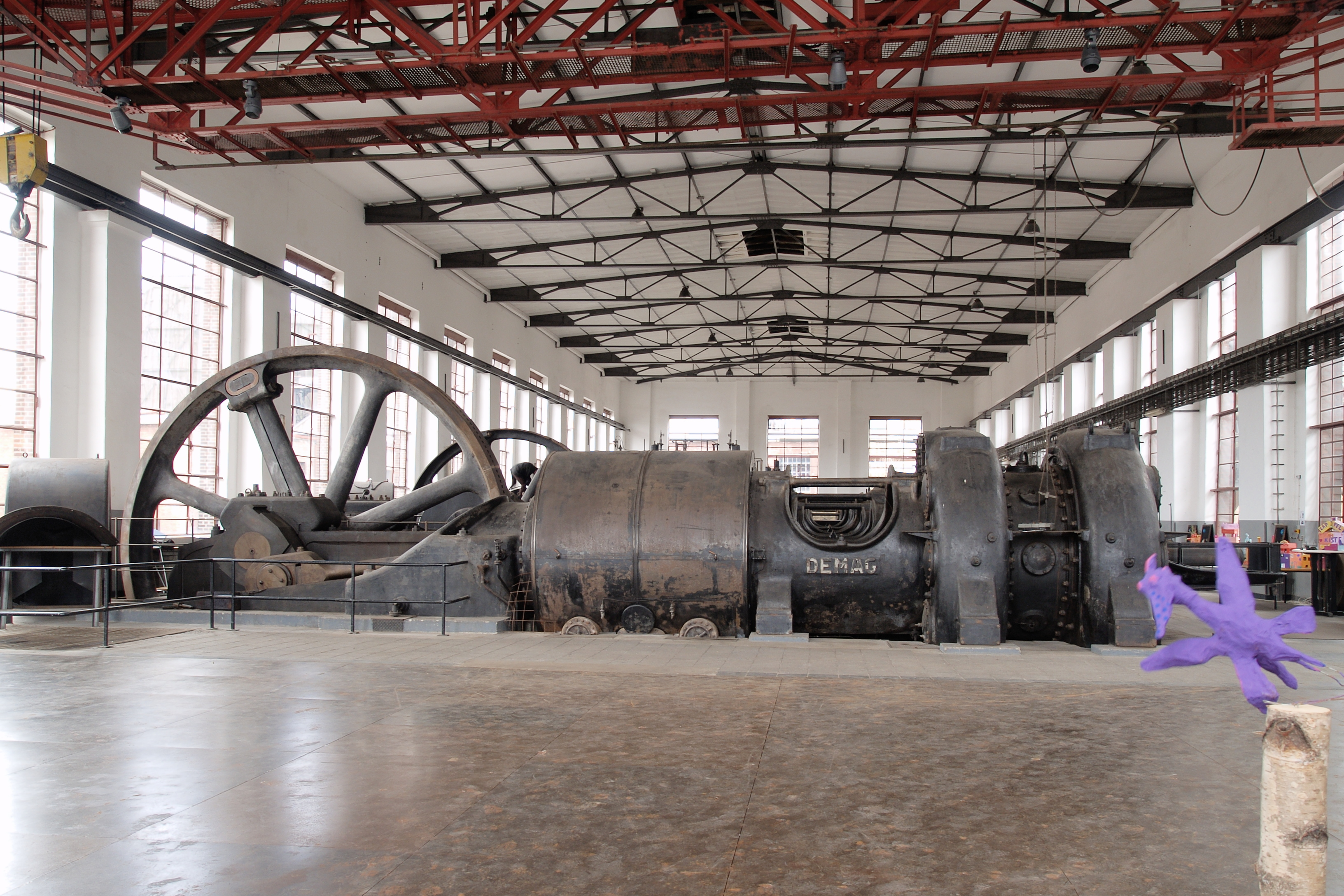
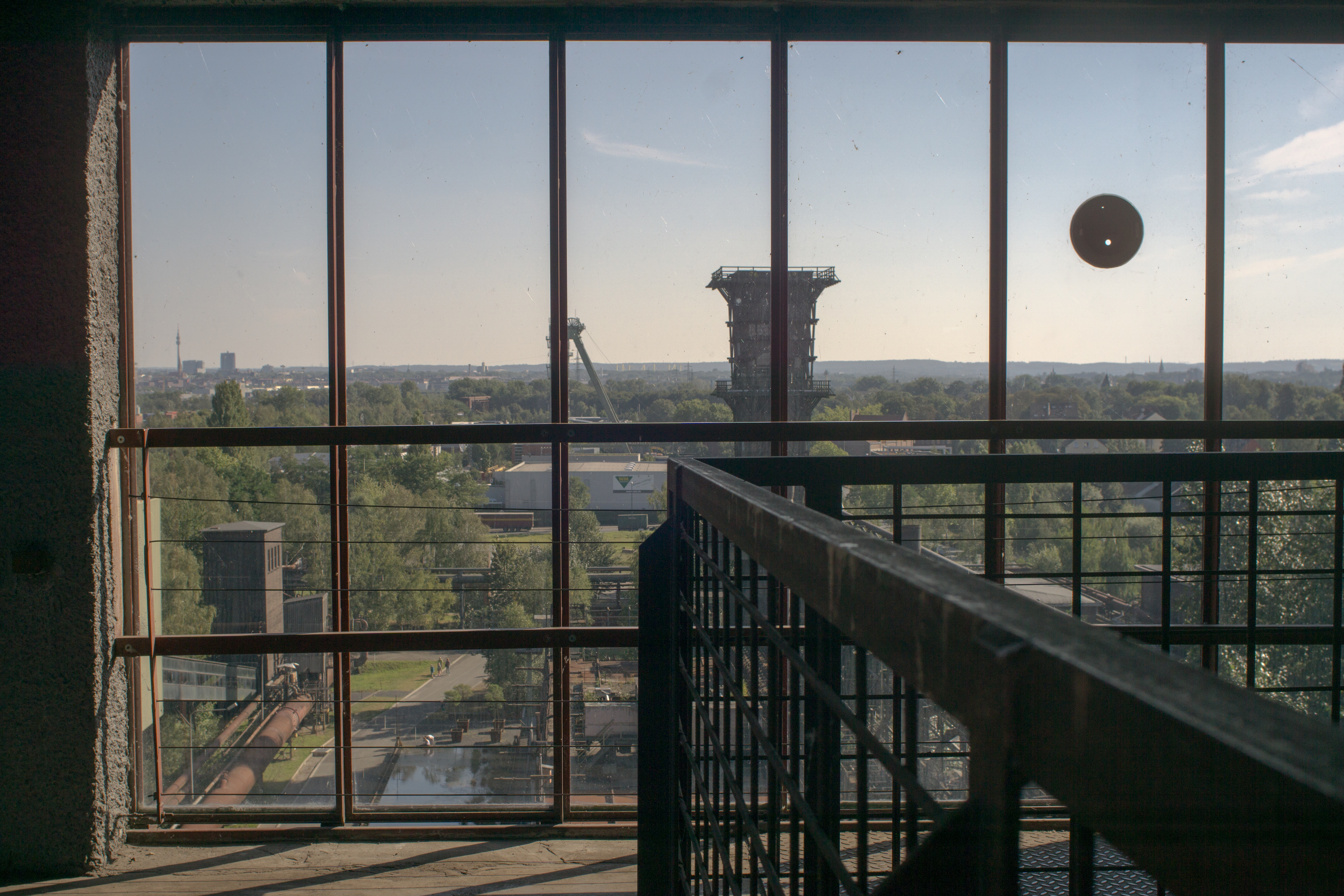
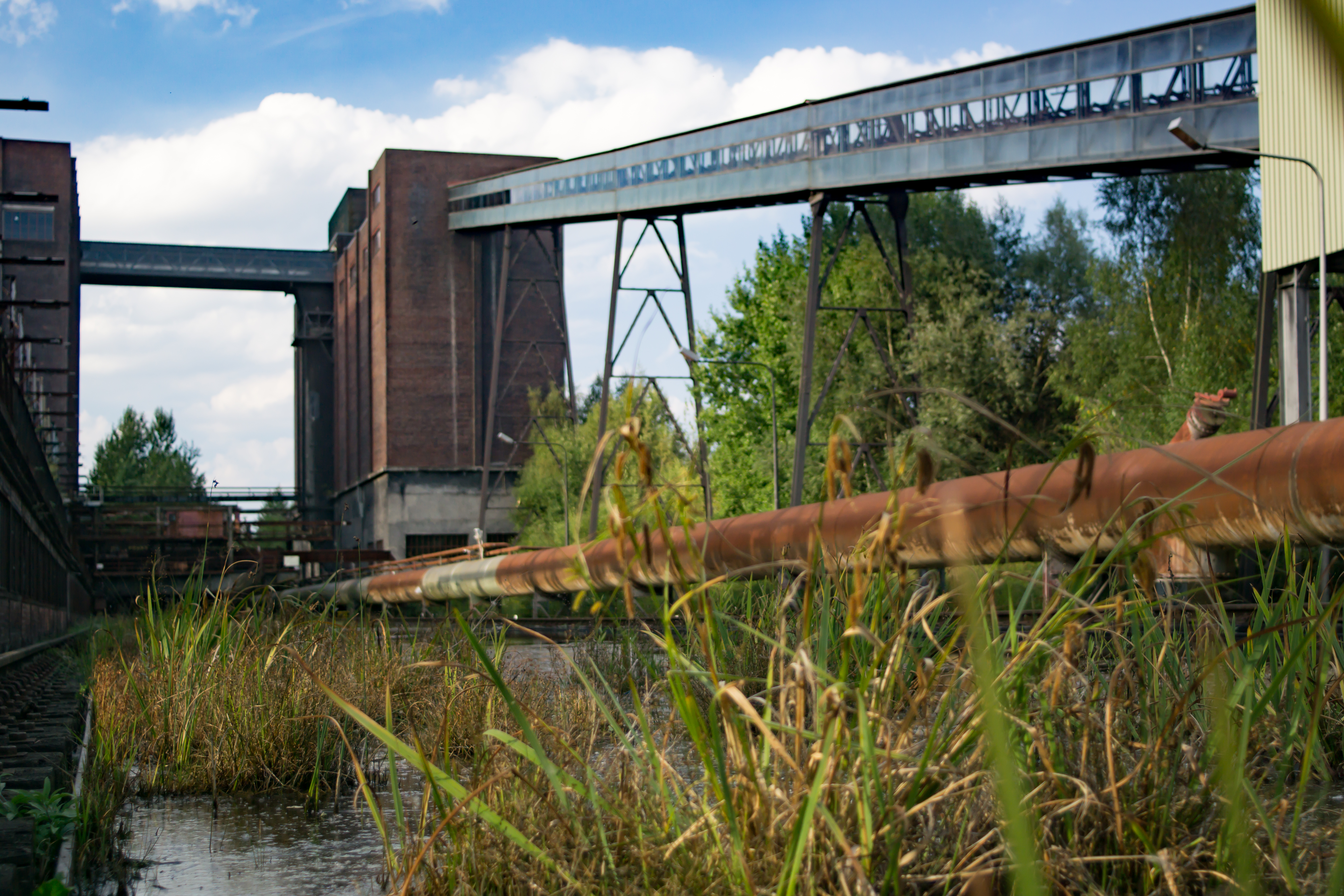
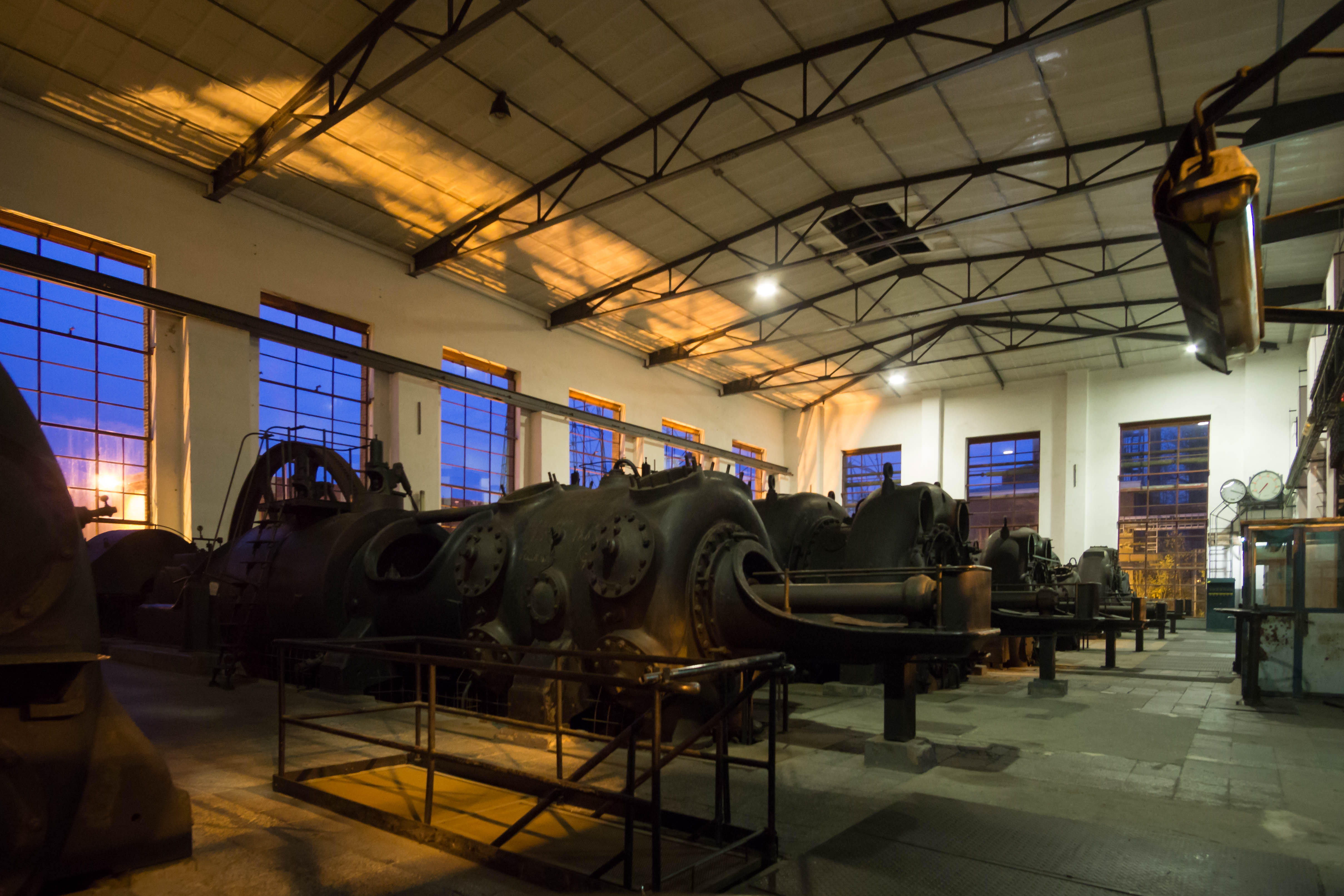
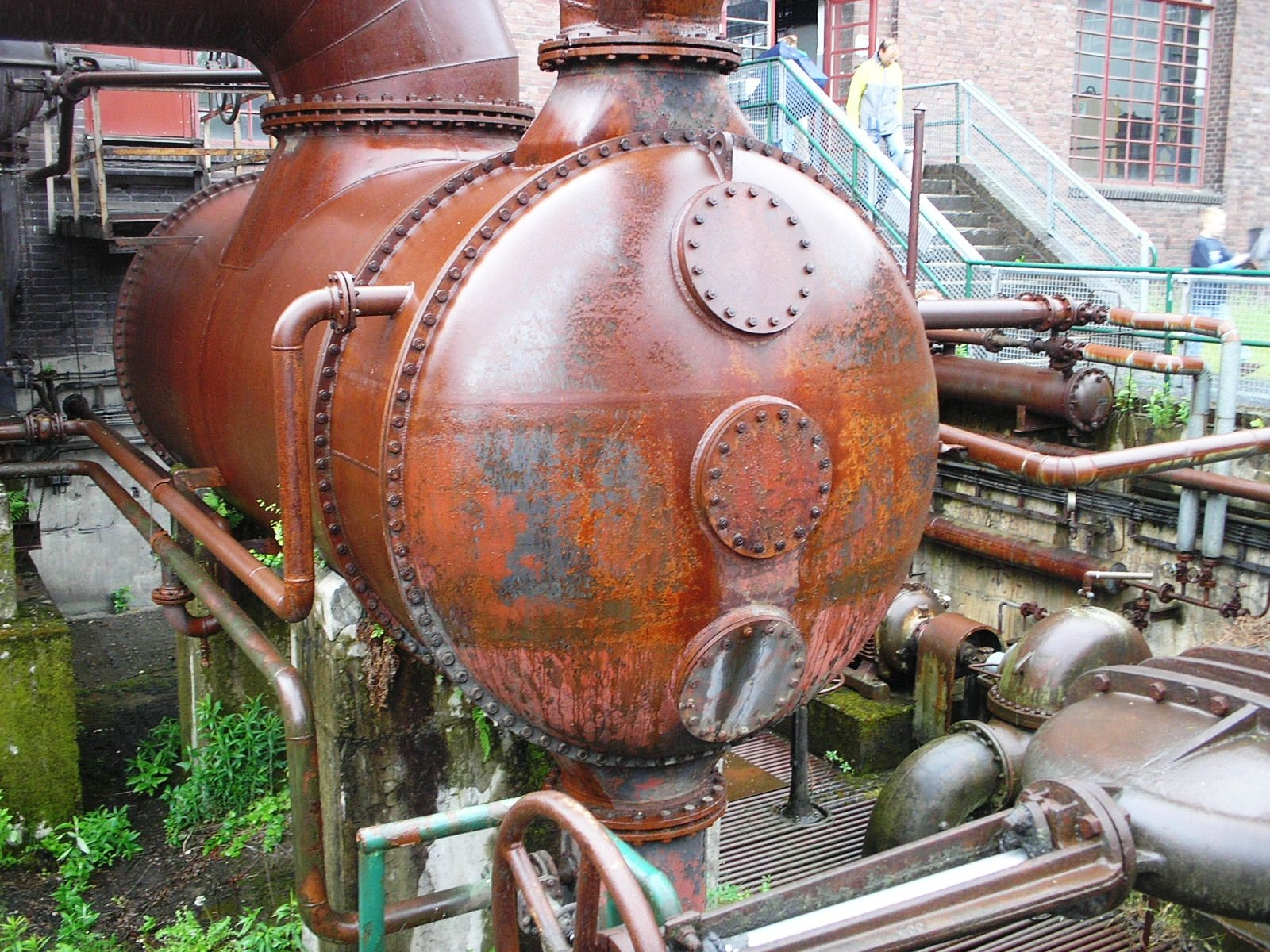

## Geschiedenis

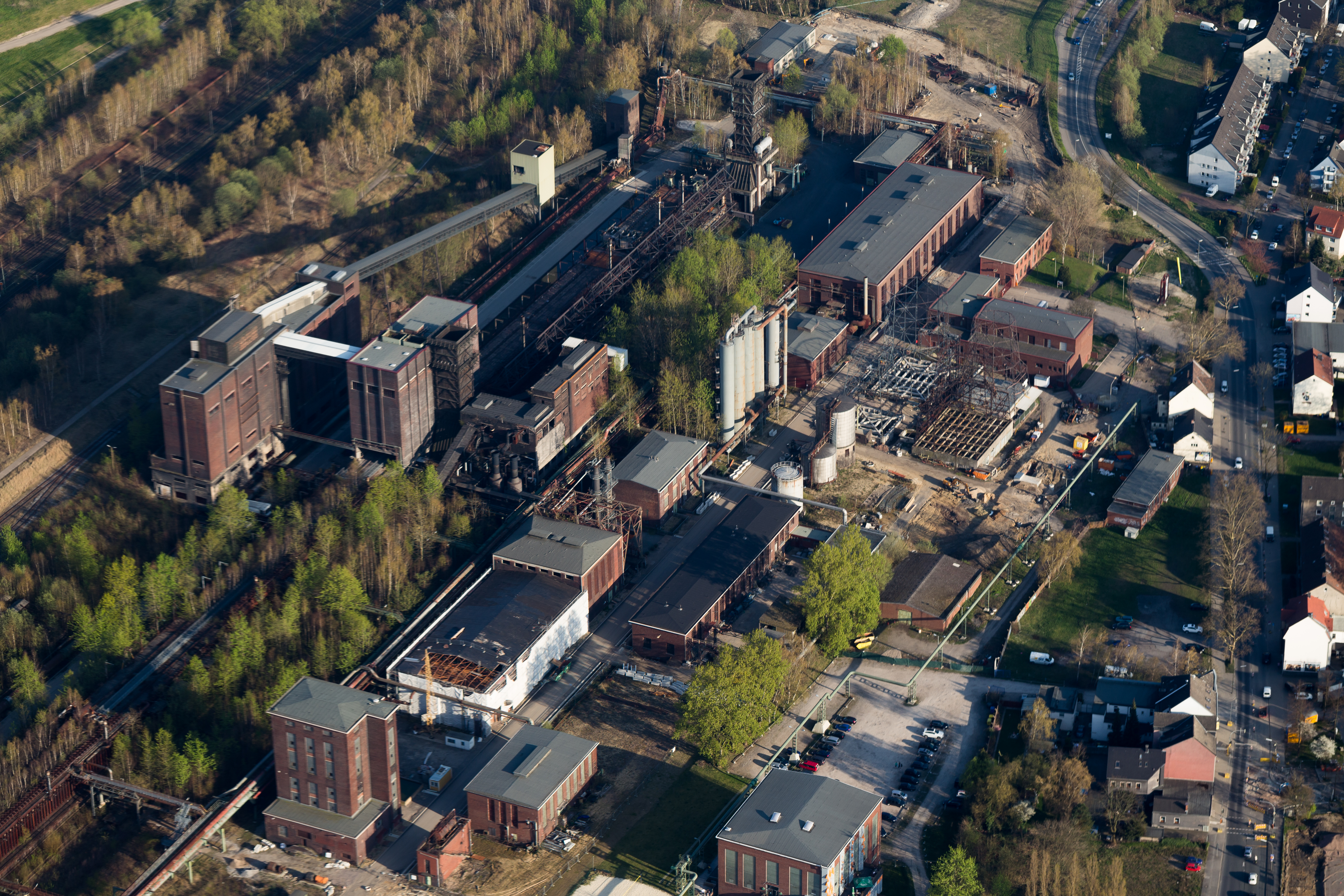
Kokerei Hansa

De Kokerei Hansa werd in 1928 als grote cokesfabriek in de voormalige “verboden stad” in Huckarde in gebruik genomen. Tot 1992 werd hier van steenkolen uit de naburige mijnen cokes en cokesovengas geproduceerd evenals belangrijke basismaterialen voor de chemische industrie gewonnen. Tegenwoordig herinnert het museum aan deze vroegere tijden en biedt een kijkje in de geschiedenis van de zware industrie van de afgelopen eeuw. Sinds 1998 is de cokesfabriek Hansa een beschermd monument. Op het terrein van de Kokerei Hansa heeft zich gedurende de jaren na het sluiten de natuur zijn plekje weer terug heroverd: Wilde planten en struiken, waaronder ook exotische flora en fauna, hebben hier hun plekje gevonden.

## Museum een Events
In de cokesfabriek vindt een groot aantal verschillende evenementen plaats. Een keer per jaar is de cokesfabriek de speellocatie van ExtraSchicht, de nacht van de industriële cultuur in het Ruhrgebied. Dan wordt zijn façade in licht en kleuren ondergedompeld en het terrein en de hallen worden als podium en coulissen gebruikt. Regionale, nationale en zelfs internationale kunstenaars treden hier op. Met regelmatige tussenpozen brengen zangers en bands van alle genres hun repertoire ten gehore. Bovendien zijn er dansmanifestaties, markten, lezingen, cabaret, comedy en theatervoorstellingen.
Kokerei Hansa zal ook het decor vormen voor Gartenausstellung 2027(IGA 2027), een internationale tuinbouwtentoonstelling.

## Plaats
De Cokesfabriek en industriecomplex Kokerei Hansa bevindt zich in het stadsdeel Dortmund - Huckarde en is eenvoudig te bereiken met het openbaar vervoer. Met kaartjes voor het museum mag men gratis reizen in het gebied dat valt onder het vervoersbedrijf van Rijn-Ruhr (VRR).